# Hem Bunting
Hem Bunting (in khmer: ហែម ប៊ុនទីង; Stung Treng, 12 dicembre 1985) è un ex maratoneta e mezzofondista cambogiano.
Bunting (in cambogiano ci si riferisce con il prenome) ha preso parte ai Giochi olimpici di Pechino 2008, competendo nella maratona. In occasione delle cerimonie di apertura e chiusura dei Giochi è stato il portabandiera della delegazione sportiva.

## Record nazionali

### Outdoor
- 5000 metri piani: 14'24"71 ( Nakhon Ratchasima, 7 dicembre 2007)
- Mezza maratona: 1h09'04" ( Parigi, 15 aprile 2012)
- Maratona: 2h23'29" ( Parigi, 15 aprile 2012)

### Indoor
- 1500 metri piani: 4'06"10 ( Pattaya, 11 febbraio 2006)
- 3000 metri piani: 9'02"00 ( Pattaya, 11 febbraio 2006)

## Palmarès
| Anno | Manifestazione              | Sede              | Evento       | Risultato | Prestazione | Note                                     |
| ---- | --------------------------- | ----------------- | ------------ | --------- | ----------- | ---------------------------------------- |
| 2005 | Campionati asiatici         | Incheon           | 1500 m piani | 20º       | 4'03"87     | Miglior prestazione personale stagionale |
| 2005 | Campionati asiatici         | Incheon           | 5000 m piani | 13º       | 15'41"30    | Miglior prestazione personale stagionale |
| 2006 | Campionati asiatici indoor  | Pattaya           | 1500 m piani | Batteria  | 4'06"10     | Record nazionale                         |
| 2006 | Campionati asiatici indoor  | Pattaya           | 3000 m piani | 9º        | 9'02"00     | Record nazionale                         |
| 2006 | Giochi asiatici             | Doha              | 5000 m piani | 13º       | 15'19"25    |                                          |
| 2007 | Mondiali                    | Osaka             | 1500 m piani | Batteria  | 4'08"31     | Miglior prestazione personale stagionale |
| 2007 | Giochi del Sud-est asiatico | Nakhon Ratchasima | 5000 m piani | Bronzo    | 14'24"71    | Record nazionale                         |
| 2008 | Giochi olimpici             | Pechino           | Maratona     | 73º       | 2h33'32"    |                                          |
| 2009 | Mondiali                    | Berlino           | 1500 m piani | Batteria  | 4'08"64     |                                          |
| 2009 | Giochi del Sud-est asiatico | Vientiane         | 5000 m piani | 6º        | 4'08"64     |                                          |
| 2009 | Giochi del Sud-est asiatico | Vientiane         | Maratona     | Bronzo    | 2h25'19"    | Record nazionale                         |
| 2009 | Giochi della Francofonia    | Beirut            | 5000 m piani | 11º       | 15'39"28    |                                          |
| 2010 | Giochi asiatici             | Canton            | Maratona     | dnf       | dnf         |                                          |
| 2013 | Campionati asiatici         | Pune              | 5000 m piani | 10º       | 16'36"49    |                                          |
| 2014 | Giochi asiatici             | Incheon           | Maratona     | dnf       | dnf         |                                          |

## Altre competizioni internazionali
2004
- Oro alla Angkor Wat Half Marathon ( Angkor) - 1h14'32"

2005
- Oro alla Angkor Wat Half Marathon ( Angkor) - 1h10'43"

2006
- Oro alla Angkor Wat Half Marathon ( Angkor) - 1h12'25"

2008
- Oro alla Angkor Wat Half Marathon ( Angkor) - 1h13'53"

2010
- Oro alla Angkor Wat Half Marathon ( Angkor) - 1h10'11"

2011
- 7º alla Maratona di Perth ( Perth) - 2h31'58"

2012
- 42º alla Maratona di Parigi ( Parigi) - 2h23'29"